# الكلية التقنية بالأحساء
الكلية التقنية بالأحساء (بالإنجليزية: Ahsa Technical College)‏ هي كلية تقنية حكومية تقع في الأحساء،المملكة العربية السعودية، وقد تم تأسيسها في أواخر عام (1409هجري). تركز الكلية أساسًا على التدريب التقني والمهني لإعداد الطلاب للمهن. وهي واحدة من الكليات التقنية التي تحكمها المؤسسة العامة للتدريب التقني والمهني، المزود الحكومي للتدريب في المملكة السعودية.

## التأسيس
تم افتتاح الكلية التقنية في الأحساء في أواخر عام 1409/1410هـجري. وهي منذ نشأتها تشهد تطوراً متزايداً في عدد ونوعية التخصصات من ناحية وفي تجهيز المختبرات والورش والمعامل من ناحية أخرى. وقد واكب ذلك  زيادة مضطردة في أعداد الهيئة التعليمية والإدارية والفنية.

## أهداف الكلية
تتبنى الكلية التقنية بالإحساء أهدافا عامة تستند في شكلها العام إلى إطار التعليم التقني بالمملكة، وأهدافاً خاصة تسعى إلى تحقيقها كل عام لتبرز وجه التميز الذي تتسم به مجهودات أداريها ومنسوبيها.
وتتركز الأهداف العامة في تخريج كوادر فنية وطنية على مستوى عال من التعليم والتدريب التقني تكون قادرة على استيعاب منظومات التقنيات الحديثة. كذلك المساهمة في إيجاد أنسب الحلول العملية لمختلف مشاكل البيئة المحيطة ودعم مسيرة التطور التقني لمواكبة التطورات التقنية العالمية السريعة. ولقد تمكنت الكلية بفضل الله سبحانه وتعالى ثم بفضل دعم المسئولين وجهود منسوبيها من تحقيق كثير من أهدافها ومازالت تنشد وتتطلع إلى تحقيق مزيد من الإنجازات في كافة المجالات.
ولقد رصدت إدارة الكلية مجموعة من الأهداف الخاصة التي أخذت على عاتقها تنفيذها، وقامت بتسخير كافة الإمكانيات المتاحة بالكلية لتحقيق هذه الأهداف على أعلى مستوى أداء ممكن. وتتضمن هذه الأهداف ما يلي:
- تفعيل دور مكتب تنسيق توظيف الخريجين.
- متابعة ما يحدث من تطوير لمناهج الخطط الدراسية ومن ثم تحديث معامل وورش وقاعات الكلية.
- تفعيل دور شبكة الحاسب بالكلية لربط كافة الأقسام والإدارات مما يساهم في سهولة تبادل المعلومات.

## الحوافز والمزايا للدارسين
تقدم الكلية العديد من الحوافز للطلاب الدارسين فيها منها:
- يصرف للطالب في الكلية مكافأة شهرية مقدارها (1000ريال).
- رعاية طبية
- معدات وأجهزة خاصة للنشاط اللامنهجي.